# 포이아노디발포르토레
포이아노디발포르토레(이탈리아어: Foiano di Val Fortore)는 이탈리아 캄파니아주 베네벤토도의 코무네다. 나폴리로부터 북동쪽으로 80km , 베네벤토 북동쪽으로 10km 거리에 있다.